# بحاش (بني مطر)

تعديل مصدري - تعديل

بحاش هي إحدى قرى عزلة الثلث بمديرية بني مطر التابعة لمحافظة صنعاء، بلغ تعداد سكانها 272 نسمة حسب تعداد اليمن لعام 2004.